# 伊藤俊夫
伊藤 俊夫（いとう としお、1907年10月30日 - 1998年5月25日）は、日本の農業経済学者。北海道大学名誉教授。元日本学術会議会員。北海道文化賞受賞。

## 経歴
戦前
1907年、北海道札幌市で生まれた。1925年、高知県立第一中学校（現高知県立高知追手前高等学校）を卒業。1928年、北海道帝国大学予科修了し、北海道帝国大学農学部農業経済学科に進んだ。1931年に卒業した後、同大学大学院へ進学。1936年に修了し、同大学助手に採用された。1941年、京城帝国大学法文学部助教授に就任。
戦後
戦後帰国し、1946年より帯広獣医畜産専門学校教授。翌1947年、北海道帝国大学法文学部助教授となった。1948年、北海道大学に学位論文を提出して農学博士。1949年、法文学部教授に昇格。その後、所属の変更に伴い、1950年からは法経学部教授、1953年より経済学部教授。1960年からは経済学部長を務めた。1961年に学位論文『景気論と利子論に関する研究』を提出して経済学博士号を取得。1971年、北海道大学を定年退官し、名誉教授となった。1981年勲二等瑞宝章受章。1998年叙従三位。学界では、1957年より日本学術会議会員。

## 受賞・栄典
- 1970年：北海道文化賞を受賞。

## 著書
- 『農産物價格豫測の格率』北海道帝國大学内法經會 1936年
- 『南洋群島の土人政策』北海道帝國大學内法經會 1939年
- 『農業経済の現象形態』叢文閣 1942年
- 『農政学概論』養賢堂 1951年
- 『酪農経済論』川崎出版社 1951年
- 『北海道酪農の研究』農業総合研究刊行會 1952年
- 『景気論と利子論』業総合研究所北海道支所 1958年
- 『繊維市場としての北海道』日本繊維経済研究所 1960年
- 『北海道の産業』北陸銀行調査部 1963年
- 『道民生活の実態』北海道新聞社広告局 1968年
- 『地域開発金融の実態』北海道情報広報センター 1975年
- 『伊藤俊夫教授古稀記念論文集』北海道情報広報センター 1977年